# 马场镇 (大方县)
马场镇，是中华人民共和国贵州省毕节市大方县下辖的一个乡镇级行政单位。

## 行政区划
马场镇下辖以下地区：
马场社区、马场村、新丰村、白泥村、桥上村、民丰村、双群村、金龙村、新迎村、沙田村、水落洞村和一棵树村。